# IEC 61131-3

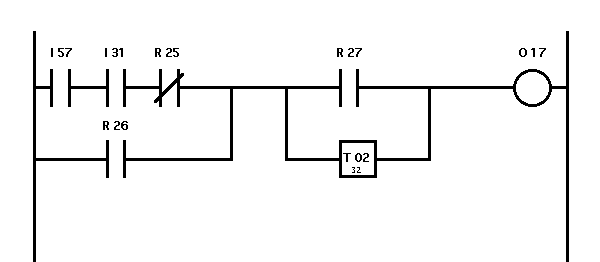

 IEC 61131-3 هو الجزء الثالث (10) من المعايير الدولية للقياسات IEC 61131 على وحدات التحكم المنطقي القابلة للبرمجة ونشرت لأول مرة في كانون الأول / ديسمبر 1993 من قبل اللجنة الانتخابية المستقلة. الحالية (الثالثة) طبعة نشرت في شباط / فبراير 2013.